# Parafia św. Anny we Wrocławiu-Widawie
Parafia Świętej Anny we Wrocławiu-Widawie znajduje się w dekanacie Wrocław północ I (Osobowice) w archidiecezji wrocławskiej. Jej proboszczem jest ks. Adam Prażak. Obsługiwana przez księży archidiecezjalnych. Erygowana w XIV wieku. Mieści się przy ulicy Zduńskiej.

## Zasięg parafii
Do parafii należą wierni z Wrocławia-Widawie, mieszkający przy ulicach: Cholewskarskiej, Dekarskiej, Fryzjerskiej, Geodezyjnej, Grawerskiej, Jubilerskiej, Kaletniczej, Kminkowej, (nr. od 64), Księgarskiej, Kurkumowej, Lawendowej (nr. parz. od 10), Lukrecjowej, Łopianowej, Markowskiego, Melioranckiej, Melisowej, Miętowej (nr. parz.), Ostowej, Północnej, Pielęgniarskiej, Polanowickiej, Rzemieślniczej, Strażackiej, Sułowskiej, Szkutniczej, Szniolisa, Zduńskiej, Zegarmistrzowskiej.